# Marie-Sára Štochlová
Marie-Sára Štochlová (Hořovice, 11 maart 1999) is een Tsjechische beachvolleybalspeler. Ze nam eenmaal deel aan de Olympische Spelen.

## Carrière
Štochlová nam in 2014 met Tereza Kotlasová deel aan de EK onder 18 in Kristiansand waar ze als zestiende eindigden. Het jaar daarop won het duo bij de EK onder 18 in Riga de bronzen medaille. Met Martina Maixnerová werd ze in 2016 in Brno Europees kampioen onder de 18 en behaalde ze een vijfde plaats bij de WK in Larnaca. Een jaar later kwamen ze bij de WK onder 21 in Nanjing tot een negende plaats. In 2018 debuteerde Štochlová in de FIVB World Tour. Ze deed mee aan (de kwalificaties van) vier toernooien. Met Karolína Řeháčková behaalde ze een vijfde plaats bij het 1-ster-toernooi van Samsun. Met Maixnerová eindigde ze als vierde bij de EK onder 20 in Anapa. Het jaar daarop behaalde het duo een vijfde plaats bij het 1-ster-toernooi van Siófok. Met Miroslava Dunárová werd ze negende bij de EK onder 22 in Antalya en deed ze mee aan de WK onder 21 in Udon Thani.
In 2021 begon Štochlová het seizoen aan de zijde van Martina Williams. Het duo nam deel aan zes toernooien in de World Tour en won het 1-ster-toernooi van Ljubljana en eindigde als tweede bij het 2-sterren-toernooi van Brno. Met Barbora Hermannová kwam ze in augustus actie op de Europese kampioenschappen in Wenen, waar Tina Graudina en Anastasija Samoilova uit Letland in de achtste finale te sterk waren. Vervolgens vormde ze tot en met 2024 een team met Hermannová. Eind 2021 namen ze nog deel aan het 4-sterren-toernooi van Itapema. Het jaar daarop namen ze deel aan tien toernooien in de Beach Pro Tour – de opvolger van de World Tour. Ze wonnen het Challenge-toernooi in Dubai, eindigden als tweede in Agadir en bereikten de kwartfinale in Kuşadası. In 2023 waren Štochlová en Hermannová actief op tien toernooien in de Beach Pro Tour. Ze wonnen in eigen land het Future-toernooi van Brno en behaalden een bronzen medaille bij de Edmonton Challenge. Bij de WK in Tlaxcala bereikte het duo de zestiende finale, waar ze werden uitgeschakeld door de Amerikanen Julia Scoles en Betsi Flint. Bij de EK in Wenen was de tussenronde tegen Monika Paulikienė en Ainė Raupelyté uit Litouwen het eindstation. 
Het seizoen daarop kwamen ze voor de zomer bij zes toernooien tot twee negende plaatsen (Recife en Ostrava). Bij het olympisch kwalificatietoernooi eindigden ze met Tsjechië als tweede achter Nederland. Omdat er geen Nederlands team was dat voldeed aan de eisen van NOC*NSF, ging het olympisch startbewijs alsnog naar Štochlová en Hermannová. Bij de Olympische Spelen in Parijs verloor het duo in de play-offs van Melissa Humana-Paredes en Brandie Wilkerson uit Canada. Bij de EK in Nederland eindigden ze als vijfde, nadat de kwartfinale van Paulikienė en Raupelyté verloren werd. Diezelfde maand wonnen ze een bronzen medaille bij het Future-toernooi van Brno. In 2025 speelt Štochlová met Markéta Svozilová. Het duo kwam tot vijfde plaatsen bij de Challenge-toernooien van Xiamen en Alanya en won zilver bij het Future-toernooi van Praag.

## Palmares
Kampioenschappen
- 2015:  EK U18
- 2016:  EK U18

FIVB World Tour
- 2021:  1* Ljubljana
- 2021:  2* Brno

Beach Pro Tour
- 2022:  Agadir Challenge
- 2022:  Dubai Challenge
- 2023:  Edmonton Challenge
- 2023:  Brno Future
- 2024:  Brno Future
- 2025:  Praag Future